# Brachyuropus nassonowi
Brachyuropus nassonowi is een vlokreeftensoort uit de familie van de Acanthogammaridae. De wetenschappelijke naam van de soort is voor het eerst geldig gepubliceerd in 1922 door Dorogostaisky.